# Bufonaria foliata
Bufonaria foliata is een slakkensoort uit de familie van de Bursidae. De wetenschappelijke naam van de soort is voor het eerst geldig gepubliceerd in 1826 door Broderip.